# María Luisa Lobato
María Luisa Lobato López es catedrática de Literatura Española y ejerce su actividad docente, investigadora y de gestión en la Universidad de Burgos desde 1985.

## Biografía
Ha sido también docente invitada tanto en diversas universidades europeas, americanas y canadienses, como en numerosos centros de investigación, para impartir cursos y conferencias en torno a temas de literatura y de historia de las mentalidades del siglo XVII español. 
Su tarea investigadora ha estado dedicada especialmente a temas literarios, con preferencia hacia los autores y obras del Siglo de Oro español. En estos momentos coordina el equipo de los Moretianos, que lleva a cabo el proyecto de edición crítica y estudio de la Obra Completa de Agustín Moreto, en el ámbito del proyecto de Consolider-Ingenio Patrimonio Teatral Clásico Español, y dirige el grupo PROTEO https://www.ubu.es/poder-y-representaciones-festivas-1450-1750-proteo, de la Universidad de Burgos, que trabaja en las relaciones entre Teatro y Poder.

## Publicaciones más importantes
- Directora de la serie Comedias de Agustín Moreto. Los ocho volúmenes se publicaron entre los años 2008 y 2021 en Edition Reichenberger de Kassel (Alemania).

- Escribir entre amigos: Agustín Moreto y el Teatro Barroco, coord. María Luisa Lobato y Elena Martínez Carro, Madrid, Ayuntamiento de Madrid, 2018.
- Comedias de Agustín Moreto. Segunda parte de comedias, dir. María Luisa Lobato, Kassel Reichenbercher, Colección Ediciones Críticas, 2018, vol. VII.
- Comedias de Agustín Moreto. Segunda parte de comedias, dir. María Luisa Lobato, Kassel Reichenbercher, Colección Ediciones Críticas, 2016, vol. V.
- Brujería, magia y otros prodigios en la literatura del Siglo de Oro, eds. María Luisa Lobato, Jabier San José y Germán Vega, Alicante, Biblioteca Virtual Miguel de Cervantes, 2016.
- Literatura y música del hampa en los Siglos de Oro, eds. María Luisa Lobato y Alain Bègue, Madrid, Visor, 2014.
- La jácara en el Siglo de Oro español: Literatura de los márgenes, Madrid/Frankfurt, Iberoamericana/Vervuert, 2014.
- Culturas y escrituras entre siglos (del XVI al XXI), eds. A. Bègue, M. L. Lobato, C. Mata Induráin y J.P. Tardieu, (Pamplona, Servicio de Publicaciones de la Universidad de Navarra, 2013).
- Agustín Moreto: Theatre and Identity, junto con A. Cortijo, eHumanista. Journal of Iberian Studies, 23, 2013.
- La cultura festiva entre representación e instrumentalización del poder en el Siglo de Oro, junto con O. A. Sambrian, Hispania Felix, 3, 2012.
- Máscaras y juegos de identidad en el teatro español del Siglo de Oro, Madrid, coord., Visor, 2011.
- Bulletin of Spanish Studies (Glasgow) titulado De Moretiana Fortuna. Estudios sobre el teatro de Agustín Moreto, coord., 2008.
- Moretiana. Adversa y próspera fortuna de Agustín Moreto, coord., (Madrid, Iberoamericana-Vervuert, 2008)
- Dramaturgia festiva y cultura nobiliaria en el Siglo de Oro, coord., (Madrid, Iberoamericana-Vervuert, 2007)
- La fiesta cortesana en la época de los Austrias, coord., (Valladolid, Junta de Castilla y León, 2003)
- Bibliografía descriptiva del Teatro Breve Español (siglos XV-XX), escrita en colaboración con Agustín de la Granja (Madrid, Iberoamericana-Vervuert, 1999)
- Loas, entremeses y bailes de Agustín Moreto (Kassel, Reichenberger, 2003)
- Teatro cómico breve de Calderón (Kassel, Reichenberger, 1989)
- Diversas ediciones de clásicos:

-El curioso impertinente, de Guillén de Castro

-Lo que va del hombre a Dios, de Calderón.
- Artículos en las siguientes revistas:

Anthropos (Barcelona), Anuario Calderoniano (Pamplona), Bulletin of the Comediantes (USA), Bulletin of Spanish Studies (Glasgow), Criticón (Toulouse), Cuadernos de Historia Moderna (Madrid), eHumanista (California), Incipit (Buenos Aires), Insula (Madrid),  La Perinola (Pamplona), Studia Aurea (Barcelona), Revista Canadiense de Estudios Hispánicos, Revista de Literatura (CSIC), Rilce (Pamplona), Teatro de palabras Archivado el 19 de marzo de 2014 en Wayback Machine. (Canadá), Tintas. Quaderni de Letterature Iberiche e Iberoamericane (Milán).

## Últimos congresos
- Coordinadora de los siguientes Encuentros Internacionales:

- Coloquio Internacional La práctica teatral colaborativa en el siglo XVII: Textos y contextos europeos, Alicante, 2022.

- Congreso Internacional La construcción del artista: Redes de sociabilidad en los Siglos de Oro, Madrid, 2018.

- International Conference on Medicine, Literature and Culture in the Early Modern Hispanic World, St. Andrews, 2017.

- Coloquio Internacional Teatro español y teatro europeo: Relaciones bilaterales, Burgos, 2016.

- Coloquio Internacional Esoterismo y brujería en la literatura del Siglo de Oro, Burgos, 2015.

- Seminario Hispano-Brasileño de Jóvenes Hispanistas del Siglo de Oro, en São Paulo (Brasil), 2013.

- Violencia y fatalismo en la literatura áurea: la jácara, en Burgos, 2012.

- Culturas y escrituras entre siglos (del XVI al XXI): épocas de transición, en Université de Saint Denis, Réunion (Francia), 2011.

- El Duque de Lerma. Mecenazgo y literatura en el Siglo de Oro, en Lerma, 2010.

- Máscaras y juegos de identidad en el teatro español del Siglo de Oro, en Burgos, 2010.

- Imagen y poder político en el Siglo de Oro: la cultura festiva europea entre representación e instrumentalización, en Craiova (Rumanía), 2010.

- I Congreso Ibero-Asiático de Hispanistas del Siglo de Oro, en Delhi (India), 2010.
- Congresos anteriores más relevantes en cuya coordinación colaboró:

- La Biblia en el teatro español (San Millán de la Cogolla. La Rioja, noviembre 2008)
- Comedias escritas en colaboración (Milán, octubre 2008)
- Estrategias dramáticas y práctica teatral en Agustín Moreto (Burgos, 2006)
- Dramaturgia festiva y cultura nobiliaria en tiempos del Quijote (Lerma, 2005)
- La mujer encantada y la mujer real en Don Quijote (Burgos, 2005)
- El despertar del Humanismo en Castilla: Gutiérrez de Cerezo y su época (ca. 1459-1503) (Burgos, 2003)
- VI Congreso de la Asociación Internacional Siglo de Oro (AISO) (Burgos)

## Investigación
Investigadora Principal del proyecto I+D+i del Ministerio de Economía y Competitividad:  
El teatro áureo en colaboración: textos, autorías, ámbitos literarios de sociabilidad y nuevos instrumentos de investigación, referencia PID2020-117749GB-C22.  
Escritura teatral colaborativa en el Siglo de Oro: análisis, interpretación y nuevos instrumentos de investigación, referencia FFI2017-83693-P. 
Red CONSOLIDER. Red de patrimonio teatral clásico español, referencia FFI2015-71441-REDC. 
La obra dramática de Agustín Moreto. Comedias escritas en colaboración, referencia FFI2014-58570-P. 
La obra dramática de Agustín Moreto. Edición y estudio de sus Comedias (II), referencia FFI2010-16890 (Subprograma FILO) que continúa los iniciados en 2007 -HUM2007-60212/FILO- y el comenzado en 2004 -HUM2004-02289/FILO-. 
Es también Investigadora Principal del proyecto Violencia y fatalismo en la literatura áurea: la jácara, referencia BU003A10-1, que continúa el titulado Jacaranda. Literatura de los márgenes, financiados ambos por la Consejería de Educación y Cultura de la Junta de Castilla y León, referencia BU003A07.
En los últimos años, coordinó el proyecto dedicado a Dramaturgia festiva y poder político en la corte de Felipe IV, financiado por la institución autonómica de Castilla y León con número de referencia BU04/04. 

## Participaciones en comités científicos
- Miembro de diversos Consejos Editoriales, entre los que se cuentan las revistas:

Teatro de palabras (Canadá), Quaderni de Letterature Iberiche e Iberoamericane. Seconda Serie: Tintas (Milán) y Anuario de Estudios Calderonianos (Iberoamericana).
- Miembro del Comité Científico Internacional de las revistas Anuarul Institutului de Cercetari Socio-Umane "C. S. Nicolaescu-Plopsor" y Arhivele Olteniei, editadas por el Instituto de Ciencias Sociales y Humanidades C. S. Nicolaescu-Plopsor de la Academia Rumana.
- Miembro del Consejo de Dirección de la colección "Teatro del Siglo de Oro. Ediciones críticas" de Edition Reichenberger (Kassel) desde el inicio de la colección.
- Colabora en Comités Científicos Asesores, entre los que se encuentran el del Proyecto Silva Áurea del Departamento de Estudios Humanísticos del ITESM de Monterrey, auspiciado por la Cátedra Alfonso Reyes (México).
- Miembro del Comité Científico del Centro de Estudios Culturales "Alexandru Dutu" del Instituto de Ciencias Sociales y Humanidades de la Academia Rumana, Craiova (Rumanía).
- Realiza tareas evaluadoras para la ANEP [Agencia Nacional de Evaluación y Prospectiva], en el área de Filología y Filosofía y para UNIBASQ (Agencia de Calidad del Sistema Universitario Vasco).